# 榎本秋
榎本 秋（えのもと あき、1977年11月1日 - ）は日本の文芸評論家。東京都出身。二松學舍大学文学部中退。アミューズメントメディア総合学院東京校ゲーム企画ディレクター学科卒業。日本児童文学者協会理事。
1999年よりwebプランニング、ゲーム企画に携わる。フリーライター・書店員を経て、2004年初頭より起きたライトノベルブームで評論家として台頭する。編集プロダクション／作家事務所の榎本事務所に所属。戦国時代をはじめ日本史関連の著書も多い。2015年よりはオンラインサロンでの活動も。
2014年より本名の福原俊彦名義で時代小説を発表する。2021年4月より、日本SF作家クラブ会員。

## 作品リスト（榎本秋名義）
- 『ライトノベル・データブック 作家&シリーズ/少年系』編著（雑草社、2005年）
- 『はやわかり!!ライトノベルファンタジー』編著（小学館、2006年）
- 『戦国軍師入門』2007　幻冬舎新書
- 『徹底図解古事記・日本書紀 神々とともに歩んだ日本創世記 カラー版』新星出版社　2007
- 『徹底図解三国志 カラー版 群雄割拠の時代を駆け抜けた英雄たちの物語』新星出版社　2007
- 『徹底図解戦国時代 カラー版 一族の存亡を賭け、目指すは天下』新星出版社、2007
- 『月刊織田信長 波瀾万丈!の戦人生のすべて!!』 編著　イースト・プレス　2008
- 『徹底図解飛鳥・奈良 カラー版』新星出版社　2008
- 『徹底図解大奥 カラー版 将軍のために用意された秘密の空間』新星出版社　2008
- 『徹底図解孫子の兵法 カラー版 信玄のみならず現代人も使える戦術書の決定版』新星出版社　2008
- 『直江兼続 恐るべき参謀』中経出版　2008
- 『ライトノベルを書きたい人の本』成美堂出版　2008
- 『ライトノベル文学論』NTT出版　2008
- 『歴史を変えた兄弟』編著　イースト・プレス　2008
- 『架空戦国記を読む』　三才ブックス　2008
- 『10大戦国大名の実力 「家」から読み解くその真価』2009　ソフトバンク新書
- 『オタクのことが面白いほどわかる本 日本の消費をけん引する人々』編著　中経出版　2009
- 『時代小説最強!ブックガイド』NTT出版　2009
- 『徹底図解坂本龍馬 日本を近代国家へと導いた桁違いの男 カラー版』新星出版社　2009
- 『ライトノベルを書こう!』2009　宝島sugoi文庫
- 『ライトノベル最強!ブックガイド 少年系』NTT出版　2009
- 『完全図説戦国姫君列伝』朝日新聞出版　2010
- 『幻想レシピ ファンタジー世界のつくり方』新紀元社　2010
- 『徹底図解織田信長 天下取りを目前にして消えた戦国随一の武将 カラー版』新星出版社　2010
- 『電子書籍で人気小説を書こう!!』秀和システム　2010
- 『外様大名40家 「負け組」の処世術』2010　幻冬舎新書
- 『姫君の戦国史』安達真名,鳥居彩音共著　ホーム社 2010
- 『ライトノベル作家になる』新紀元社　2010
- 『20代から知っておきたい日本の歴史』2011　新人物文庫
- 『教えてあげる織田信長』2011　角川ソフィア文庫
- 『キャラクターレシピ = CHARACTER RECIPE 創作世界の100キャラクター』新紀元社　2011　レシピシリーズ
- 『江と戦国の姫君たち 女性の目から見た「もうひとつの戦国史」』イースト・プレス　2011　知的発見!BOOKS
- 『実践!ライトノベル文章作法』新紀元社　2011　ライトノベル作家になるシリーズ
- 『すごいライトノベルが書ける本 これで万全!創作テクニック 実例サンプル満載』西谷史共著　総合科学出版　2011
- 『図解すぐ使える!「孫子の兵法」に学ぶ最強のビジネス戦略 勝つ組織を作り、ビジネスを制するための50のポイント』アスペクト　2011
- 『図解でわかる!エンタメ小説を書きたい人のための黄金パターン100』アスペクト　2011
- 『平清盛と平家の女たち 愛し、愛された女の「人生の決断」』イースト・プレス　2011　知的発見!BOOKS
- 『徹底図解豊臣秀吉 日本で一番出世した男の常識を破壊したその生き様 カラー版』新星出版社　2011
- 『殿様の左遷・栄転物語』2011　朝日新書
- 『歴代征夷大将軍総覧』2011　幻冬舎新書
- 『籠城 戦国時代に学ぶ逆境のしのぎ方』2011　宝島社新書
- 『萌訳★三国史』　監修　総合科学出版　2011
- 『萌訳★平家物語』　監修　総合科学出版　2011
- 『歴史を変えた! 「美女」と「悪女」大全』　監修　新人物往来社　2011
- 『世界を創った! 「天使」と「悪魔」大全』　監修　新人物往来社　2011
- 『重要ポイントとマンガでわかる!　水滸伝』　監修　総合科学出版　2011
- 『時空警備タイムエスパー　警備ファイル001　戦国武将　織田信長』　監修　学研　2011
- 『時空警備タイムエスパー　警備ファイル002　平安女流作家　紫式部』　監修　学研　2011
- 『これだけは知っておきたい世界の神話と神々のはなし』　監修　新人物往来社　2011
- 『野球小僧　野球青春小説特別号CROSS』　監修　白夜書房　2011
- 『30分で流れがわかる図解日本史 ながめるだけで完全マスター』新人物往来社　2012.
- 『クーデターで読み解く日本史』2012　マイナビ新書
- 『実践!ストーリー構成法』新紀元社　2012　ライトノベル作家になるシリーズ
- 『図解でわかる!エンタメ小説を書きたい人のための黄金パターン100 キャラクター編』アスペクト　2012
- 『戦国武将起死回生の逆転戦術』マガジンハウス　2012
- 『「東北の独眼竜」伊達政宗 秀吉、家康を手玉に取った男』マガジンハウス　2012
- 『ライトノベル・ゲームで使えるオリジナリティあふれるストーリー作りのためのシナリオ事典100 パターンから学ぶ「お約束」』秀和システム　2012
- 『ライトノベル長編まるまる一本添削講座』秀和システム　2012
- 『身につまされる江戸のお家騒動』朝日新書　2012
- 『ゲームで広げるキャラ＆ストーリー』　新紀元社　2012
- 『ライトノベル創作Q＆A100』　新紀元社　2012
- 『プロになりたい人のための小説作法ハンドブック』　アスペクト　2012
- 『譜代大名126家 「勝ち組」の出世競走』　晋遊舎　2012
- 『ライトノベルのイラストレーターになる!』　アスペクト　2012
- 『実践!シチュエーション別表現法』　新紀元社　2012
- 『目指せ! ライトノベル作家超(スーパー)ガイド』　トランスワールドジャパン　2012
- 『ライトノベル・ゲームで使える印象に残るストーリー作りのためのアイテム事典100』　秀和システム　2012
- 『戦国坊主列伝』　幻冬舎　2012
- 『ライトノベル・ゲームで使える魅力あふれるストーリー作りのためのキャラクター事典100』　秀和システム　2012
- 『これだけは覚えておきたいライトノベルのための日本語表現』　秀和システム　2012
- 『マンガでわかる!小説家入門』　編著　アスペクト　2012
- 『学園レシピ　～魅力的な学園のつくり方～』　新紀元社　2013
- 『実践!ショートショートで鍛えるラノベ創造力』　新紀元社　2013
- 『戦国武将の戦術論』　KKベストセラーズ　2013
- 『ライトノベル解体新書～売れてるラノベには理由がある～』　新紀元社　2013
- 『天使と悪魔 大全（文庫版）』　監修　中経出版　2013
- 『本当に魅力的なイラストを描くための構図の作りかた』　秀和システム　2014
- 『誰でもコミックデビュー!! 本当におもしろいスマホコミックの描き方』　監修　秀和システム　2015
- 『漫画で使えるストーリー講座100』　監修　エムディーエヌコーポレーション　2016
- 『ライトノベルのための日本文学で学ぶ創作術』　編著　秀和システム2016
- 『本当に人を楽しませる! エンタメ作家になる』　秀和システム　2016
- 『ライトノベルのための正しい日本語』　編著　秀和システム　2016
- 『テンプレート式 ライトノベルのつくり方』　総合科学出版　2017
- 『ライトノベル新人賞の獲り方』　総合科学出版　2017
- 『オリジナリティあふれる物語作りのためのライトノベル・マンガ・ゲームで使えるストーリー80』　秀和システム　2017

## 作品リスト（福原俊彦名義）
- 『裏門切手番頭秘抄(一) 青雲ノ閃』　富士見書房　2014
- 『裏門切手番頭秘抄(二) 紫電ノ兆』　富士見書房　2014
- 『裏門切手番頭秘抄(三) 暁天ノ斗』　富士見書房　2015
- 『家斉の料理番』　宝島社　2015
- 『異国の御馳走 家斉の料理番』　宝島社　2015
- 『書物奉行、江戸を奔る!　新井白石の秘文書』　朝日新聞出版　2015
- 『書物奉行、江戸を奔る!行人坂大火の策謀』　朝日新聞出版　2016
- 『書物奉行、江戸を奔る!　徳川吉宗の機密書』　朝日新聞出版　2016
- 『平賀源内江戸長屋日記 春風駘蕩』　徳間文庫　2016
- 『平賀源内江戸長屋日記 青嵐薫風』　徳間文庫　2016
- 『平賀源内江戸長屋日記 颱風秋晴』　徳間文庫　2016
- 『火の子燃ゆ 白石と大老暗殺』　角川文庫　2015
- 『海賊同心、参る!』　朝日新聞出版　2016
- 『仇討探索方控　露払い』　幻冬舎　2016

## オンラインサロン
- 榎本秋の小説書き方サロン　2015年8月～
- 榎本秋の大河・歴史うんちく街道　2017年1月～